# James Rodríguez
James David Rodríguez Rubio, född 12 juli 1991 i Cúcuta, är en colombiansk fotbollsspelare som spelar för Club León.

## Klubblagskarriär
Rodríguez inledde sin karriär i det colombianska laget Envigado 2006, och spelade 2008–2010 i Club Atlético Banfield, innan han 2010 gick över till FC Porto. Sommaren 2013 värvades han till storsatsande AS Monaco men efter endast en säsong i klubben lämnade han för spel i spanska storklubben Real Madrid dit han värvades för 989 miljoner kronor. I juli 2017 återförenades han med sin gamla tränare från Real Madrid, Carlo Ancelotti, när han gick över till Bayern München på ett två år långt lån. Han återvände till Real Madrid 2019. 
Den 22 september 2021 värvades Rodríguez av qatariska Al Rayyan. Där spelade han en säsong innan han värvades gratis till Olympiakos FC 15 september 2022.

## Landslagskarriär
Rodríguez deltog i VM 2014 i Brasilien med sitt landslag Colombia och gjorde där ett mål i samtliga gruppspelsmatcher. Dessa mål gjordes mot Grekland, Elfenbenskusten samt Japan. I åttondelsfinalen tog Rodríguez sitt landslag vidare till kvartsfinal med två mål mot Uruguay. I kvartsfinalen mot Brasilien gjorde han ett mål på straff. Colombia förlorade dock matchen och gick därmed inte vidare till semifinal.
Rodríguez gjorde totalt sex mål i turneringen vilket gjorde honom till skytteligavinnare och vann därmed Golden Boot. Rodríguez blev också uttagen till turneringens elva.

## Meriter

### Banfield
- Argentinska Superligan: Apertura 2009

### FC Porto
- Portugisiska ligan: 2010/2011, 2011/2012, 2012/2013
- UEFA Europa League: 2010/2011
- Portugisiska cupen: 2010/2011
- Portugisiska supercupen: 2010, 2011, 2012

### Real Madrid
- La Liga: 2016/2017, 2019/2020
- UEFA Champions League: 2015/2016, 2016/2017
- Spanska supercupen: 2019
- UEFA Super Cup: 2014, 2016
- VM för klubblag: 2014, 2016

### Bayern München
- Bundesliga: 2017/2018, 2018/2019

### Colombia
- Copa América 2016: Tredjeplats